# Mare of Easttown
Production
Diffusion
Mare of Easttown, ou Easttown au Québec, est une mini-série américaine créée par Brad Ingelsby, diffusée du 18 avril au 30 mai 2021 sur la chaîne HBO et en simultané sur HBO au Canada.
En France, elle est diffusée depuis le 19 avril 2021, sur OCS et rediffusée depuis le 20 janvier 2022 sur Canal+ et, pour la première fois en clair, à partir du 5 mars 2024 sur M6 sous le titre Easttown. En Belgique, elle est diffusée depuis le 19 avril 2021 sur Be 1, au Québec à partir du 22 avril 2021 à Super Écran, et en Suisse depuis le 24 mai 2021 sur la RTS Un.
Kate Winslet interprète le rôle principal d'une sergent de police d'une petite ville de Pennsylvanie dont la vie s'écroule autour d'elle tandis qu'elle enquête sur un meurtre. Elle est également productrice déléguée de la série,.

## Synopsis
Dans le bourg rural d'Easttown en Pennsylvanie (États-Unis d'Amérique du nord), une policière, meurtrie par des tragédies personnelles, enquête sur le meurtre d'une adolescente et la disparition d'une autre,.

## Distribution

### Acteurs principaux
- Kate Winslet (VF : Anneliese Fromont) : Marianne « Mare » Sheehan
- Julianne Nicholson (VF : Audrey Sourdive) : Lori Ross
- Jean Smart (VF : Micky Sebastian) : Helen Fahey
- Angourie Rice (VF : Clara Quilichini) : Siobhan Sheehan
- David Denman (VF : Xavier Fagnon) : Frank Sheehan
- Neal Huff (VF : Valentin Merlet) : le père Dan Hastings
- Guy Pearce (VF : Alexis Victor) : Richard Ryan
- Cailee Spaeny (VF : Leslie Lipkins) : Erin McMenamin
- John Douglas Thompson (en) (VF : Rody Benghezala) : le major Carter
- Joe Tippett (en) (VF : Jérémie Bédrune) : John Ross
- Evan Peters (VF : Jim Redler) : Colin Zabel
- Sosie Bacon (VF : Julia Boutteville) : Carrie Layden
- James McArdle (en) (VF : Laurent Maurel) : le diacre Mark Burton

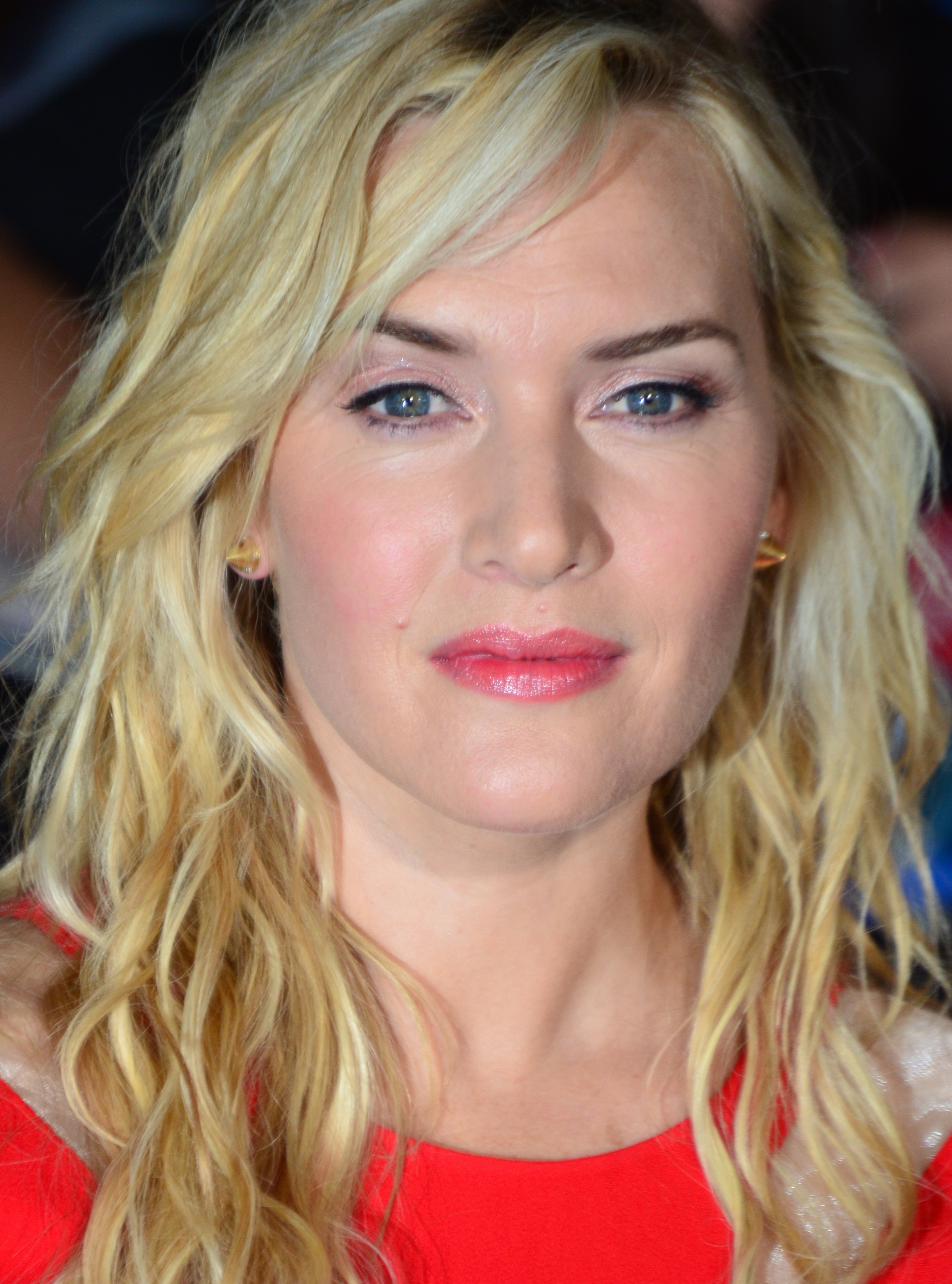
Kate Winslet interprète Mare Sheehan.
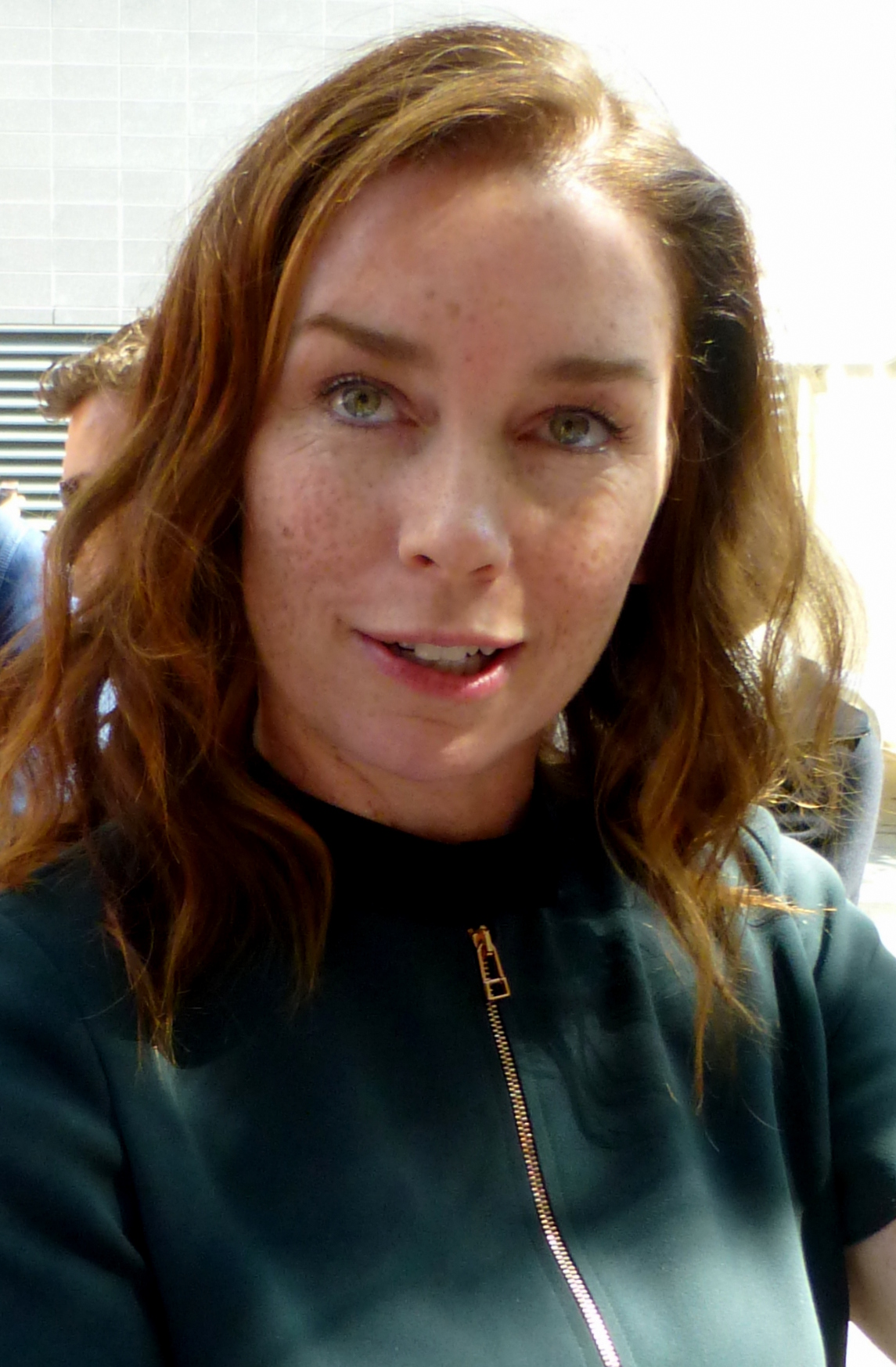
Julianne Nicholson interprète Lori Ross.
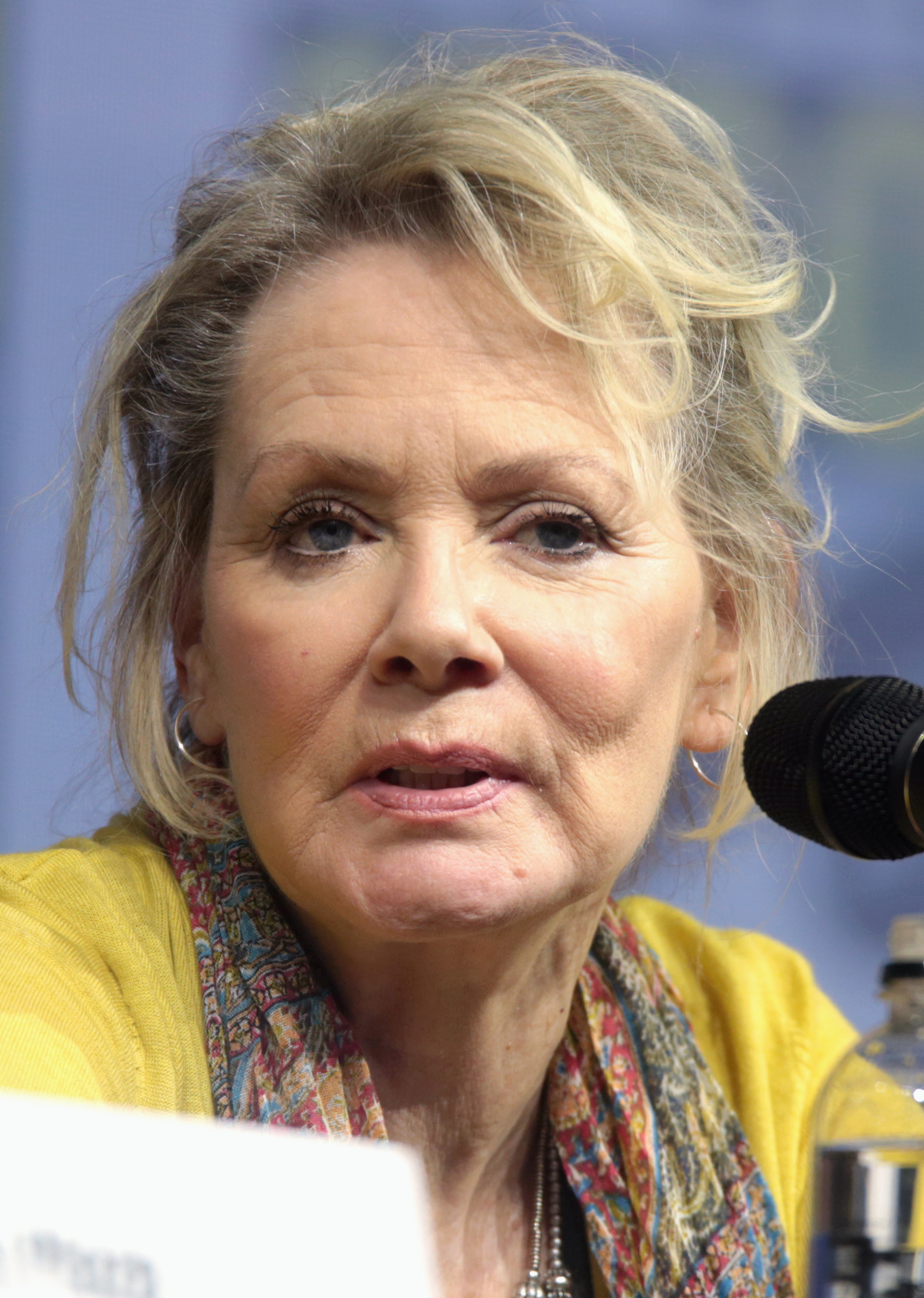
Jean Smart interprète Helen Fahey.
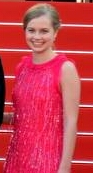
Angourie Rice interprète Siobhan Sheehan.
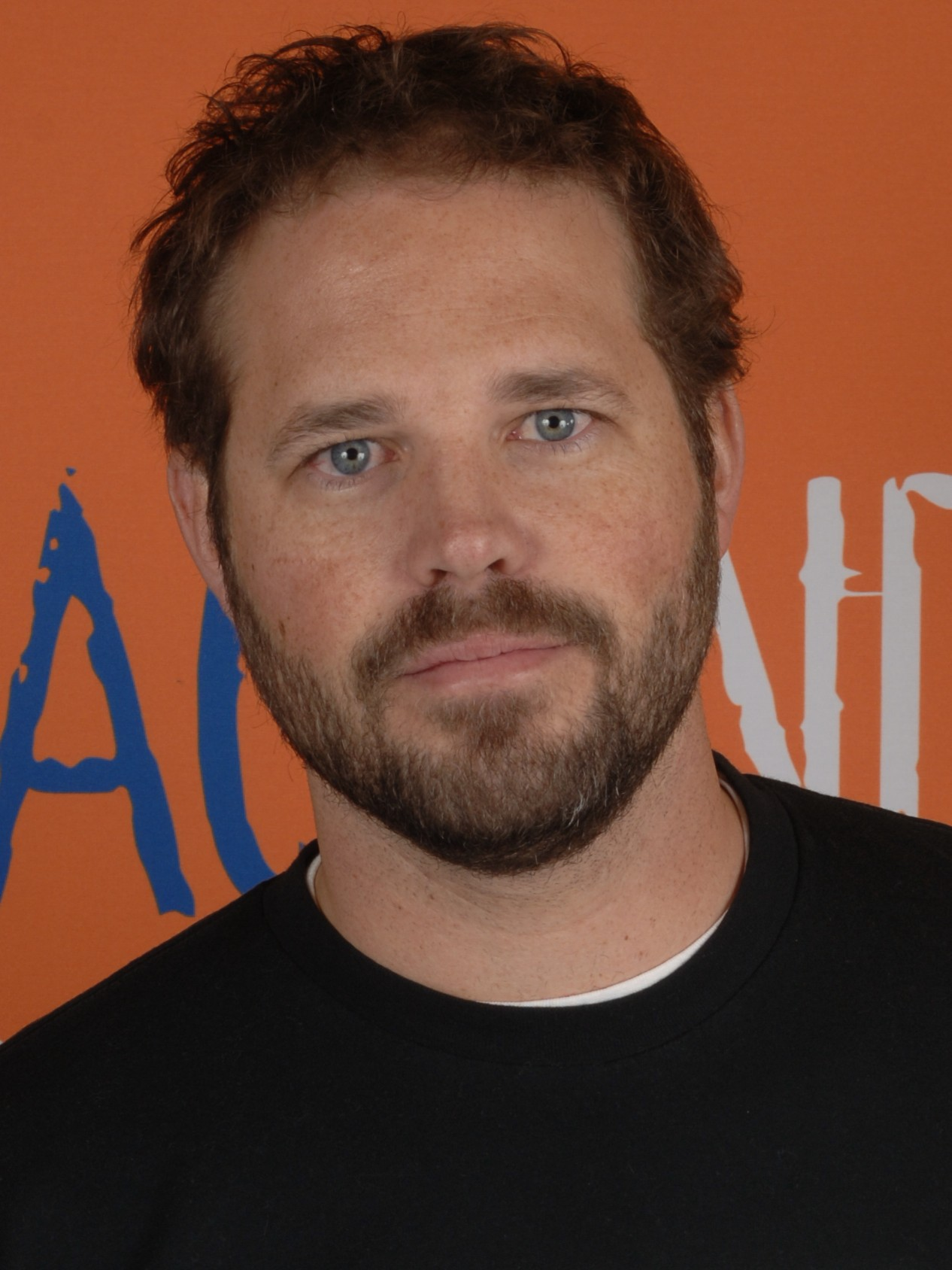
David Denman interprète Frank Sheehan.
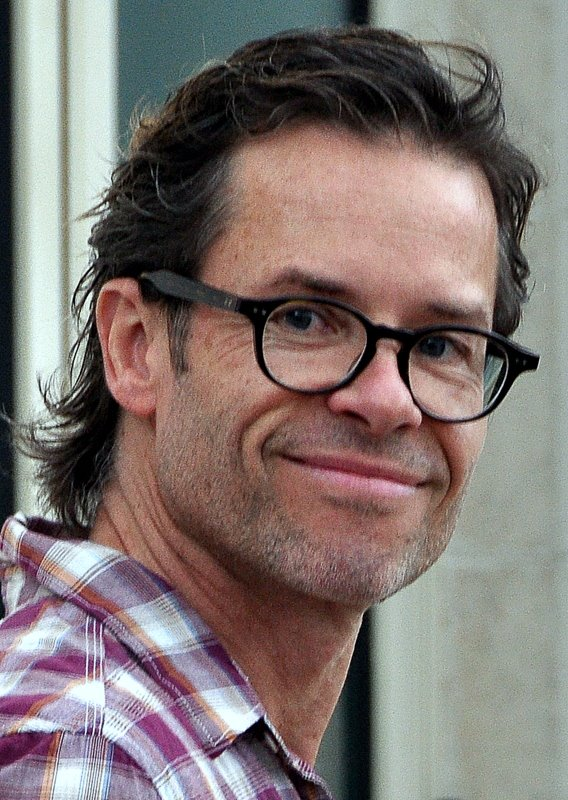
Guy Pearce interprète Richard Ryan.
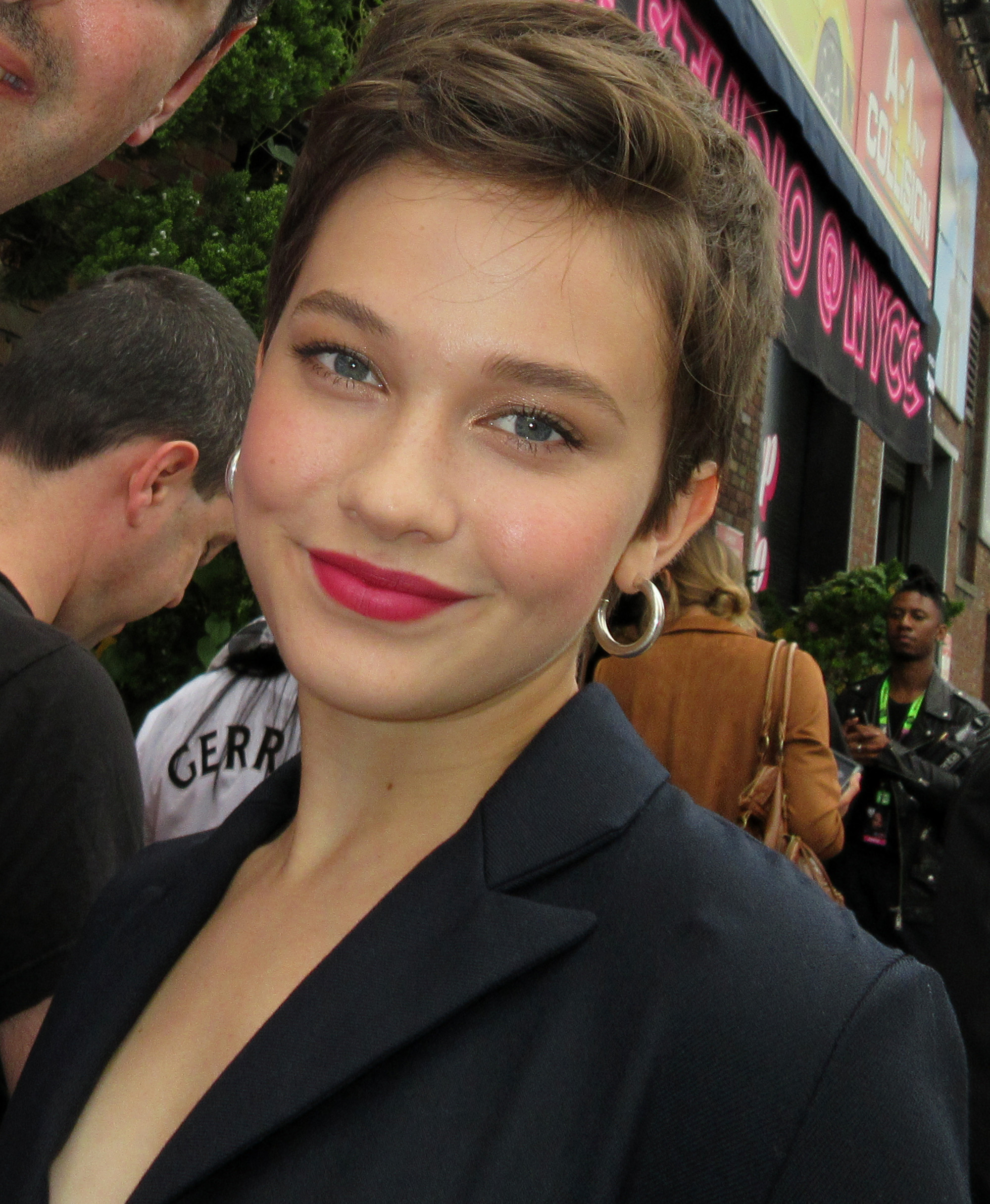
Cailee Spaeny interprète Erin McMenamin.
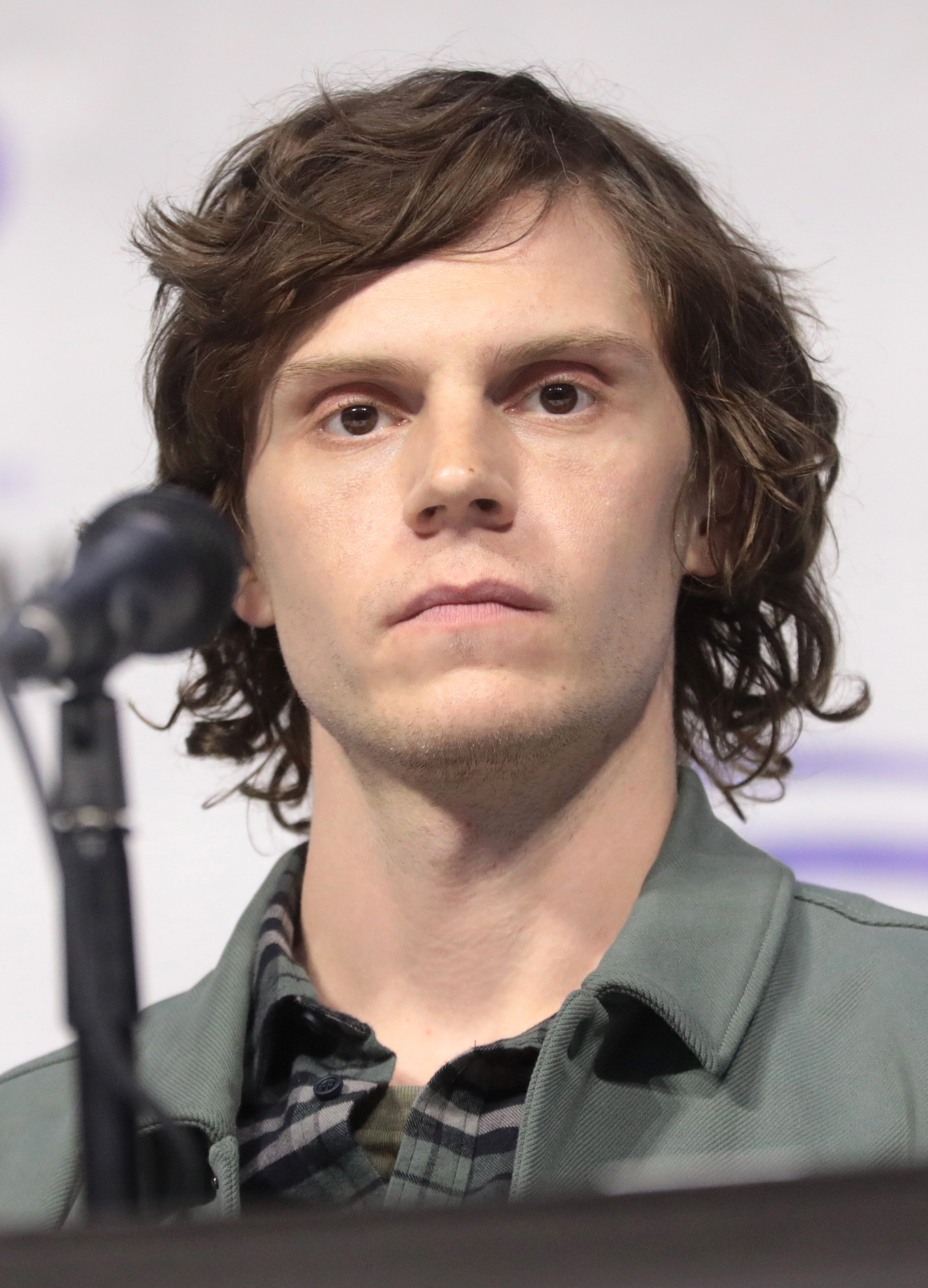
Evan Peters interprète Colin Zabel.
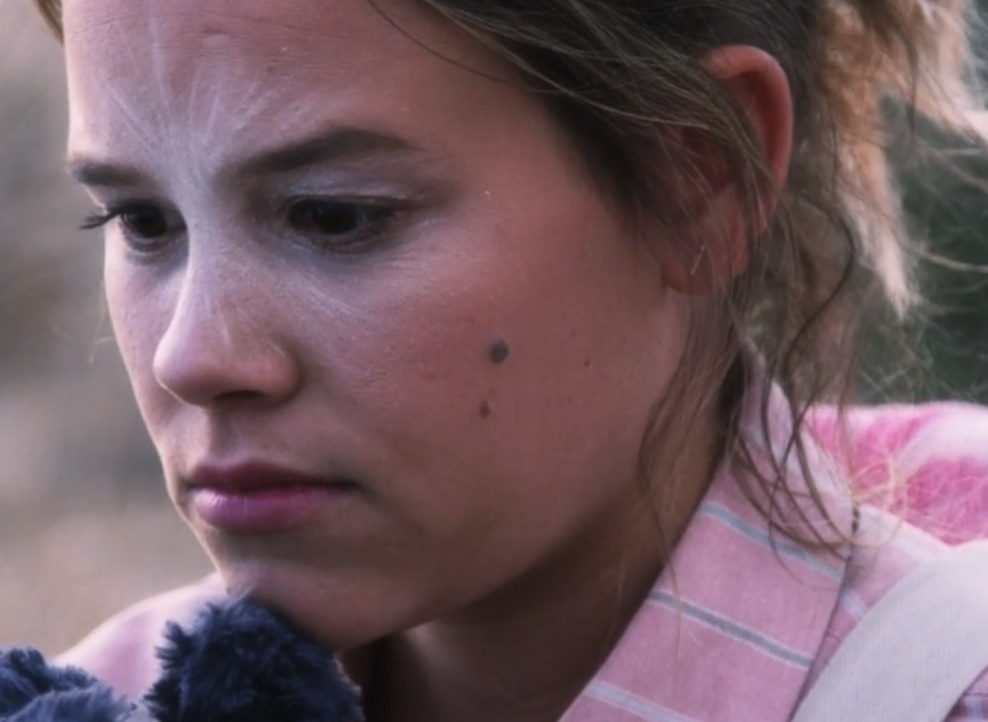
Sosie Bacon interprète Carrie Layden.
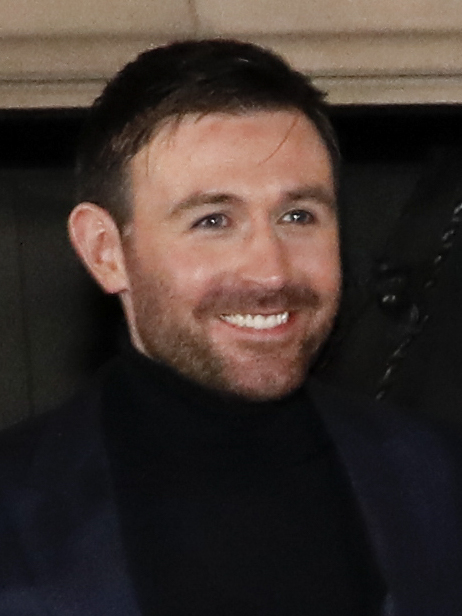
James McArdle (en) incarne le diacre Mark Burton.

### Acteurs récurrents
- Kate Arrington : Faye
- Ruby Cruz (VF : Emmylou Homs) : Jess Riley
- Enid Graham (VF : Nathalie Homs Hayat) : Dawn Bailey
- Cameron Mann (VF : Fanny Bloc) : Ryan Ross
- Robbie Tann (VF : Philippe Bozo) : Billy Ross
- Gordon Clapp (VF : Patrick Raynal) : Pat Ross
- Sasha Frolova (VF : Camille Donda) : Missy Sager
- Eisa Davis (VF : Géraldine Asselin) : Gayle Graham
- Connie Giordano : Patty Del Rasso
- Dominique Johnson (VF : Baptiste Marc) : Freddie Hanlon
- Mackenzie Lansing (VF : Marie Tirmont) : Brianna Del Rasso
- Patrick McDade (VF : Gérard Darier) : Glen Carroll
- Eric T. Miller (VF : Fabrice Josso) : Tony Del Rasso
- Jack Mulhern (VF : Gauthier Battoue) : Dylan Hinchey
- Debbie Campbell (VF : Marie Donnio) : Katherine Hinchey
- Deborah Hedwall (VF : Cathy Cerdà) : Judy Zabel
- Patrick Murney (VF : Gilduin Tissier) : Kenny McMenamin
- Chinasa Ogbuagu (VF : Fily Keita) : Beth Hanlon
- Phyllis Somerville (VF : Frédérique Cantrel) : Betty Carroll
- Drew Scheid : Geoff Gabeheart
- Caitlin Houlahan (VF : Nastassja Girard) : Katie Bailey
- Izzy King (VF : Cécile Gatto) : Drew Sheehan
- Cody Kostro (VF : Benjamin Bollen) : Kevin Sheehan
- Kiah McKirnan (VF : Aurélie Konaté) : Anne Harris
- Kassie Mundhenk : Moira Ross
- Madeline Weinstein (VF : Audrey Sablé) : Becca
- Anthony Norman (VF : Benjamin Bollen) : Nathan Forde

Version française
- Société de doublage : Dubbing Brothers
- Direction artistique : Raphaël Anciaux
- Adaptation des dialogues : Nicolas Mourguye et Claire Impens
- Chargée de production : Julie Cahana

 Source et légende : version française (VF) sur RS Doublage et selon le carton du doublage français télévisuel.

## Production

### Développement
En janvier 2019, il a été rapporté que Brad Ingelsby, créateur de la série limitée, écrirait tous les épisodes, sous la direction de Gavin O'Connor. Les producteurs déléguées incluent Ingelsby, O'Connor, Kate Winslet, Paul Lee, Mark Roybal et Gordon Gray,,. En janvier 2020, il a été annoncé que Craig Zobel remplacerait O'Connor en tant que réalisateur en raison de problèmes de planification et servirait également de producteur délégué.

### Attribution des rôles
Il a été annoncé en janvier 2019 que Kate Winslet avait été choisie pour jouer dans la mini-série de HBO qui serait filmée dans la banlieue de Philadelphie. En septembre 2019, le casting a été complété avec Julianne Nicholson, Jean Smart, Angourie Rice, Evan Peters, Cailee Spaeny et David Denman. John Douglas Thompson, Patrick Murney, Ben Miles, Katie Kreisler, James McArdle, Sosie Bacon, Joe Tippett et Neal Huff ont été choisis en octobre 2019. En février 2021, il a été annoncé que Guy Pearce avait rejoint la distribution, remplaçant Miles dans son rôle. Le même mois, Mackenzie Lansing, Kate Arrington, Ruby Cruz, James Easter Bradford, Elisa Davis, Enid Graham, Justin Hurtt-Dunkley, Izzy King, Jack Mulhern, Anthony Norman, Drew Scheid et Madeline Weinstein ont été choisis dans la série limitée.

### Tournage
Le tournage de la série a débuté à l'automne 2019 à Philadelphie et dans ses environs et était toujours en cours en mars 2020, avec des plans pour se poursuivre jusqu'en avril,. Cependant, la production a été arrêtée tôt en raison de la pandémie de COVID-19. Au début de septembre 2020, une station de nouvelles de Philadelphie a rapporté que le tournage devait reprendre dans le mois.
Étant donné que l'histoire se déroule dans une version fictive d'Easttown Township, dans le comté de Chester, en Pennsylvanie, où est né le créateur de la série Brad Ingelsby, il y a eu des discussions sur l'opportunité d'utiliser l'« accent Delco », qui est une version de l'anglais de Philadelphie courante dans le Comté de Delaware voisin. C'est Kate Winslet qui a insisté pour que l'accent soit utilisé, bien qu'il s'agisse d'un accent particulièrement difficile à apprendre, car elle estimait que la communauté elle-même était un personnage important dans l'histoire, et l'accent authentique aiderait à le souligner. Elle a prétendu qu'il était si difficile d'apprendre l'accent que cela l'a amenée à « jeter des choses ».

### Fiche technique

#### Équipe technique
Sauf indication contraire, les informations mentionnées dans cette section peuvent être confirmées par la base de données cinématographiques IMDb,  présente dans la section « Liens externes ».
- Titre original et français : Mare of Easttown
- Titre français alternatif et québécois : Easttown
- Réalisation : Craig Zobel (en)
- Scénario : Brad Ingelsby
- Photographie : Ben Richardson
- Direction artistique : Gina B. Cranham et Michael Gowen, Michelle C. Harmon (1 épisode)
- Musique originale : Lele Marchitelli (en)
- Montage : Amy E. Duddleston, Naomi Sunrise Filoramo (3 épisodes)
- Distribution des rôles : Avy Kaufman
- Décors : Keith P. Cunninghman
- Costumes : Meghan Kasperlik
- Production : Karen Wacker
  - Co-production : Pam Fitzgerald
  - Production déléguée : Gordon Gray, Brad Ingelsby, Paul Lee, Gavin O'Connor, Mark Roybal, Kate Winslet et Craig Zobel
  - Co-production déléguée : Ron Schmidt
- Sociétés de production : Zobot Projects, Mayhem Pictures, Juggle Productions, Low Dweller Productions et wiip
- Diffuseurs : HBO (États-Unis), OCS City (France), Sky Atlantic (Royaume-Uni)

#### Spécifications techniques
- Format : couleur — numérique (3.2K) — 2,00:1 (Arri Alexa Mini) — son Dolby Digital
- Genre : policier, drame
- Pays d'origine :  États-Unis
- Langue originale : anglais
- Durée moyenne d'un épisode : 57 minutes[Note 1]
- Classification :
  - États-Unis : TV-MA[Note 2]
  - France : déconseillé aux moins de 12 ans[Note 3]

### Diffusion internationale
- États-Unis : du 18 avril au 30 mai 2021 sur HBO
- Royaume-Uni : du 19 avril au 31 mai 2021 sur Sky Atlantic
- France : 
  - du 19 avril au 31 mai 2021 sur OCS City
  - du 20 janvier au 3 février 2022 sur Canal +
  - du 5 mars au 13 mars 2024 sur M6 (en clair)
- Belgique : du 19 avril au 31 mai 2021 sur Be 1
- Suisse : du 24 mai au 8 juin 2021 sur RTS 1

## Épisodes

### Épisode 1:Lady Hawk en personne(Miss Lady Hawk Herself)
Dans la petite communauté d'Easttown, en Pennsylvanie, Mare Sheehan, sergent et détective de la police du bourg, reçoit l'ordre de rouvrir l'enquête, vieille d'un an, sur la disparition de la jeune Katie Bailey après que la mère de la jeune fille, qui est également une de ses vieilles connaissances, Dawn, se soient plaintes aux informations du fait que l'affaire soit toujours non résolue. En parallèle, Mare apprend, frustrée, le soir de l'évènement, que son ex-mari Frank qui vit en face de chez elle, se fiancent et a convié toute sa famille, y compris sa mère Helen, sa fille adolescente Siobhan et son petit-fils de quatre ans, Drew, à sa fête de fiançailles. Cette dernière a lieu le même soir où une cérémonie attends Mare et ses anciennes coéquipière au lycée de la ville où elle a fait sa scolarité. Elle y seront honorée pour le vingt-cinquième anniversaire de la victoire de l'équipe de basket, dont elle faisait partie avec sa meilleure amie Lori et Dawn entre autres, au championnat d'État. Dans le couloir qui amène à la cérémonie, Mare dit à Dawn qu'elle a fait tout ce qu'elle pouvait pour retrouver sa fille.
Après la célébration de l'anniversaire, Mare et une partie de l'équipe vont dans un bar. Elle y rencontre Richard, un auteur récemment installé dans la région avec lequel elle finit par avoir une relation sexuelle.
Pendant ce temps, Erin McMenamin, adolescente de dix-sept ans devenue maman d'un petit garçon, D.J., vit avec Kenny, son père ivrogne et violent. Ce dernier se dispute avec Erin au sujet des frais médicaux concernant D.J.. Par la suite, Dylan, le père de l'enfant, débarque chez elle avec sa nouvelle petite amie Brianna, pour la garde alternée. Le soir, alors qu'elle pensait se rendre à un rendez-vous dans les bois, Erin est battue par Brianna devant Dylan et d'autres adolescents. L'agression est filmée. La fille de Mare qui passait avec des amis, s'interpose. Erin blessée s'éloigne seule dans la forêt. Le lendemain matin, son cadavre presque nu, avec une grande blessure à l'arcade sourcilière, gît dans un ruisseau des environs.

### Épisode 2:Pères(Fathers)
Mare effectue les premières constatations à la suite de la découverte du corps d'Erin. Le père de cette dernière, Kenny, n'hésite pas a rendre Dylan responsable du drame. Contre la volonté de Mare, le jeune inspecteur du comté Colin Zabel, connu pour avoir récemment élucidé une affaire non résolue, est amené à l'aider à enquêter sur le meurtre d'Erin et la disparition de Katie Bailey. Pendant son interrogatoire, Dylan nie avoir tué Erin mais omet des détails importants de leurs dernières rencontres. La vidéo de l'attaque de Brianna contre d'Erin fait surface et pousse Mare à arrêter publiquement Brianna pour agression dans le restaurant de sa famille. Tony, père bouleversé de Brianna, harcèle la policière car il estime que les actions de la détective va ruiner la vie de sa fille.
Mare et Frank craignent que Drew ait hérité de la maladie mentale qui a poussé Kevin, leur fils et père du garçonnet, à se suicider deux ans auparavant. La mère de Drew, Carrie, une ancienne toxicomane, demande la garde légale de son enfant. Mare accepte l'invitation de Richard à le retrouver dans une réception en son honneur, mais leur rendez-vous se passe mal. Kenny, plein de colère, enlève Dylan avant de lui tirer dessus au pistolet. La meilleure amie d'Erin, Jess, se rend chez Lori pour lui dire que Dylan n'est pas le père de D.J. et pense que Frank, qui a brièvement enseigné à Erin à l'école, est le vrai père.

### Épisode 3:Enter Number Two
Kenny avoue avoir tiré sur Dylan, pensant l'avoir tué. Mais, ce dernier a survécu. Ayant eu vent des dires de Jess, Mare confronte Frank, qui admet avoir aidé Erin en lui achetant des articles pour bébé, mais nie toute relation sexuelle ou implication dans son meurtre. Mare recueille des échantillons d'ADN de Frank et Dylan pour des tests de paternité. Le médecin légiste rapporte que le doigt d'Erin a été sectionné à la suite d'un coup de feu et qu'il n'y a aucune preuve de viol. Le doigt est retrouvé plus tard dans un parc local, où Mare trouve ensuite une balle, indiquant qu'Erin a été tuée là-bas et son corps jeté ailleurs. La distance entre le parc et le bois où Erin a été vue pour la dernière fois montre qu'elle a dû être conduite au parc, plutôt que de rouler avec son vélo rose, qui est manquant.
Les enregistrements téléphoniques d'Erin montrent que son dernier appel a été passé après la bagarre avec Brianna au diacre Mark Burton, qui affirme à Mare et Zabel ne lui avoir fourni que des conseils, puis cesse de coopérer. La police ignore que Burton est en possession de la bicyclette d'Erin, que ce dernier a jette secrètement dans la rivière.
Richard poursuit Mare de ses assiduités tandis que Zabel commence à être séduit par sa partenaire.
Essayant d'empêcher Carrie d'obtenir la garde de Drew, Mare planque de l'héroïne provenant de la salle des preuves dans la voiture de Carrie, mais le chef Carter s'en aperçoit et met Mare en congé administratif, lui ordonnant de suivre une thérapie.

### Épisode 4:Pauvre Sisyphe(Poor Sisyphus)
Mare étant suspendue de ses fonctions, Zabel prend la direction des enquêtes, mais cette dernière, qui a débuté une thérapie, continue de le consulter officieusement. Les tests de paternité confirment que Frank et Dylan ne sont pas le père du bébé d'Erin. Une autre fille d'Easttown, Missy Sager, qui travaille comme escort-girl pour soutenir sa dépendance aux opioïdes, disparaît après avoir été attaquée par un client inconnu. Jess révèle à Mare qu'Erin avait un profil secret d'escorte sur le même site Web utilisé par Missy, mais qu'Erin ne pourrait jamais se résoudre à rencontrer des clients. En cherchant dans la commode d'Erin, Mare trouve un collier caché en forme de cœur gravé d'une date.
Zabel apprend que le diacre Mark a été transféré de sa paroisse précédente après des allégations de comportement inapproprié avec une fille mineure. Zabel et le père Dan préviennent le diacre évasif que la rumeur sur son passé se répandra dans la ville. Carrie obtient la garde de Drew et l'installe dans son appartement, mais le renvoie à contrecœur à Mare quand le garçon ne réussit pas à s'endormir lors de sa première nuit chez sa mère. Mare se souvient que Kevin et Carrie l'avaient violemment maltraitée et lui avaient volé de l'argent pour s'acheter de la drogue.
Siobhan se débat avec ses propres sentiments à propos de Kevin et de sa famille, et avec la fin de sa relation avec la droguée Becca pour sortir avec Anne, plus âgée et plus mature, qu'elle a rencontrée à une station de radio. Richard et Zabel demandent tous les deux à Mare un rendez-vous le même soir. Dawn Bailey reçoit un appel affirmant que sa fille Katie est vivante et l'interlocuteur lui réclame 5 000 $ pour son retour. Elle se rend sur place et découvre, lorsqu'il l'agresse pour lui voler l'argent de la rançon qu'elle avait amené, que Freddie, frère toxicomane de son amie Beth, a monté cette escroquerie pour lui soutirer de l'argent et s'acheter de la drogue. Pendant ce temps, Missy se retrouve emprisonnée dans une pièce insonorisée du grenier d'une taverne, où est présente Katie, vivante et également détenue là-bas.

### Épisode 5:Illusions
Betty Carroll, une résidente âgée d'Easttown, meurt d'une crise cardiaque au volant de sa voiture, qui s'écrase sur un poteau téléphonique et provoque une panne de courant. Son mari avoue publiquement lors du buffet qui suit les funérailles avoir eu une liaison avec Helen. Mare apprend, par ailleurs, grâce à une conversation informelle qu'Erin a brièvement vécu chez le beau-frère de Lori, Billy. Lori apprend de son fils Ryan que John l'a de nouveau trompée avec une femme qu'il a vue dans le passé. Brianna commence à se méfier de Dylan, qui n'était pas là la nuit de la mort d'Erin. Dylan retrouve Jess pour brûler les journaux cachés d'Erin, mais Jess met discrètement une photo dans sa poche.
Mare va à un rendez-vous avec Zabel mais le dîner tourne court car elle évoque continuellement l'affaire. Plus tard, elle voit ce qui ressemble à un rôdeur et le poursuit dans sa maison et le neutralise pour découvrir qu'il s'agit d'un homme âgé et désorienté. Le chef Carter règle l'incident tout en réprimandant Mare.
Le diacre Mark est battu par des adolescents après que la rumeur de sa vieille accusation s'est répandue. De retour à la paroisse, il avoue au père Dan qu'il a récupéré Erin la nuit de sa mort et l'a conduite au parc sur son insistance après qu'elle a reçu un SMS, cependant il nie toujours l'avoir tuée.
Mare accompagne Zabel pour interroger une fille qui a échappé de peu à un enlèvement par un homme dans une camionnette bleue. Zabel avoue à Mare avoir récupéré les dossiers d'un enquêteur privé pour résoudre l'affaire qui a fait sa carrière. Sur la base des informations de la fille, qui a partiellement identifié la plaque d'immatriculation, décrit le type de van qu'il conduisait (un van bleu) et vu qu'il fumait une certaine marque de cigarette, Mare et Zabel rendent visites à tous les propriétaires de van bleue de la région. Après plusieurs rencontres infructueuse, ils retrouvent le ravisseur, Wayne Potts. Parvenant à entendre la discussion entre Potts et les policiers, Katie et Missy alertent les deux policiers de leur présence dans le grenier en tapant sur un tuyau allant du grenier ou elles sont au salon, tandis que Mare et Zabel remarquent un paquet de cigarettes de la marque identifiée par la jeune rescapée. Potts s'empare de son arme et tue  Zabel en lui tirant dans la tête. Sans arme et blessée au bras, Mare s'enfuit dans le grenier où elle repère Katie et Missy. Potts la traque en la surveillant avec les caméras installées chez lui. Après avoir prévenu ses collègues de la situation, Mare reprend le dessus et s'empare du pistolet de Zabel, avec lequel elle tue Potts de plusieurs balles.

### Épisode 6:Et bien mauvais serait l'orage(Sore Must Be the Storm)
Mare se réveille à l'hôpital avec ses proches à ses côtés. Alors qu'elle est en convalescence, Mare se rend chez la mère de Zabel pour lui présenter ses condoléances, mais cette dernière la gifle avant de l'accabler de reproches. Rentrée chez elle, elle fond en larmes dans les bras de sa mère Helen. Katie et Missy rentrent chez elles, mais il s'avère que Potts avait un alibi la nuit du meurtre d'Erin. Zabel étant mort, le chef Carter lève la suspension de Mare, qui se remet de sa blessure, et la charge de reprendre l'enquête sur le meurtre d'Erin. Brianna informe Mare de l'absence inexpliquée de Dylan la nuit du meurtre. Dylan est auditionné mais invoque son droit à un avocat. Le père de Brianna, Tony, en profite pour présenter ses excuses à Mare concernant son comportement. Mare continue sa thérapie, parle du suicide de Kevin et indique qu'elle n'est plus jamais montée au grenier où il s'est suicidé. Siobhan est acceptée à l'université de Berkeley, mais apeurée à l’idée de quitter sa petite amie, elle s'enivre et, de retour chez elle, se plaint en pleurs à sa mère d'avoir trouvé le corps de son frère. Mare la console et lui dit qu'elle est désolée.
Mare apprend qu'Erin a assisté à une réunion de famille des Ross à la date gravée sur son pendentif en forme de cœur que Mare a trouvé chez la victime. Le père Ross dit à son fils John que Billy est rentré couvert de sang la nuit du meurtre d'Erin. John en parle à Billy, qui dit qu'il est prêt à avouer. John met sa femme Lori dans la confidence, ajoutant que Billy et Erin – dont le père Kenny est l'un de leurs cousins – avaient une relation incestueuse qui a commencé lors de la réunion familiale et que Billy serait le père de l'enfant d'Erin. John et Billy partent ensemble pour une dernière partie de pêche avec leur coffre à pêche, qui contient une arme à feu. Bien que John ait dit à Lori de garder le secret, Lori parle de Billy à Mare. Mare appelle le chef Carter pour lui indiquer qu'elle se rend au lieu de pêche afin d'arrêter Billy pour le meurtre d'Erin. Après avoir été menacée par Dylan, qui lui reproche d'avoir parlé, Jess vient au poste de police avec sa mère pour donner à Carter la photo qu'elle a prise dans le journal d'Erin. En voyant la photo, le chef Carter ordonne à ses hommes de téléphoner immédiatement à Mare.

### Épisode 7:Derniers sacrements(Sacrament)
La photo remise à Carter montre Erin au lit à côté d'un John endormi. Jess dit au chef de la police que Dylan et elle ont brûlé les journaux afin de détruire toute information compromettante et laisser le bébé d'Erin à la garde des parents de Dylan. Au lieu de pêche, John pointe l'arme cachée dans la boîte de pêche sur Billy avec l'intention de le tuer et de lui faire endosser la responsabilité du meurtre d'Erin, mais Mare arrive juste à temps pour maîtriser et arrêter John. John avoue qu'il a lui-même eu une relation avec Erin et qu'il est le père de son enfant. Par la suite, il affirme qu'Erin l'a appelé lors de la fête de fiançailles de Frank pour la retrouver au parc, où elle a menacé de se suicider. John dit qu'il lui a tiré dessus par accident alors qu'il luttait pour l'arme, et que Billy et lui ont déplacé son corps dans les bois pour attirer les soupçons sur les autres enfants qui étaient présents cette nuit-là. John admet qu'il a convaincu Lori de mentir et de dire à Mare que Billy a tué Erin. Mare se sent trahis par sa meilleure amie. John demande à Lori d'élever le fils qu'il a eu avec Erin.
John et Billy vont en prison tandis que le diacre Mark est libéré. Carrie, qui consomme à nouveau de la drogue, retourne en cure de désintoxication et abandonne sa demande de garde, permettant à Drew de rester avec Mare. L'enquête prend un tour inattendu quand Glen Carroll dit à Mare que son arme de poing du temps où il était policier a récemment disparu de son hangar avant de réapparaître avec deux cartouches manquantes. L'arme est du même modèle que celle utilisée sur la scène du crime. La seule autre personne ayant accès au hangar était Ryan, le fils de 13 ans de John et Lori, ce que confirme le visionnage d'une caméra de surveillance. Voyant Mare l'observer depuis l'extérieur du collège, Ryan comprend que Mare a découvert la vérité et il s'enfuit jusqu'à sa maison, où Mare vient l'arrêter un peu plus tard. Ryan avoue que c'est lui, et non John, qui a rencontré Erin au parc, prévoyant d'utiliser l'arme de Glen pour l'effrayer et l'obliger à rester loin de sa famille. Ryan l'a tuée accidentellement, son père John et son oncle Billy l'ont ensuite couvert. Ryan est envoyé en détention pour mineurs. Lori repousse Mare avec colère. Néanmoins, avec le temps, Lori et Mare se réconcilient. Mare parvient à faire le deuil de son fils grâce à la thérapie et décide de remonter dans le grenier de sa maison pour la première fois depuis le décès de Kevin.

## Accueil

### Audiences

#### Aux États-Unis
| N° d'épisode | Titre original         | Chaîne | Date de diffusion originale | Taux sur les 18-49 ans (en %) | Taux sur les 18-49 ans (en %) | Taux sur les 18-49 ans (en %) | Audience (en millions de téléspectateurs) | Audience (en millions de téléspectateurs) | Audience (en millions de téléspectateurs) |
| N° d'épisode | Titre original         | Chaîne | Date de diffusion originale | TV                            | DVR                           | Total                         | TV                                        | DVR                                       | Total                                     |
| ------------ | ---------------------- | ------ | --------------------------- | ----------------------------- | ----------------------------- | ----------------------------- | ----------------------------------------- | ----------------------------------------- | ----------------------------------------- |
| 1            | Miss Lady Hawk Herself | HBO    | 18 avril 2021               | 0,08                          | 0,06                          | 0,14                          | 0,600                                     | 0,575                                     | 1,175                                     |
| 2            | Fathers                | HBO    | 25 avril 2021               | 0,10                          | 0,07                          | 0,17                          | 0,735                                     | 0,703                                     | 1,438                                     |
| 3            | Enter Number Two       | HBO    | 2 mai 2021                  | 0,12                          | 0,08                          | 0,20                          | 0,918                                     | 0,773                                     | 1,691                                     |
| 4            | Poor Sisyphus          | HBO    | 9 mai 2021                  | 0,16                          | 0,10                          | 0,26                          | 1,049                                     | 0,869                                     | 1,918                                     |
| 5            | Illusions              | HBO    | 16 mai 2021                 | 0,15                          | 0,09                          | 0,24                          | 1,064                                     | 0,922                                     | 1,986                                     |
| 6            | Sore Must Be the Storm | HBO    | 23 mai 2021                 | 0,22                          | indeterminé                   | indeterminé                   | 1,210                                     | indeterminé                               | indeterminé                               |
| 7            | Sacrament              | HBO    | 30 mai 2021                 | 0,27                          | 0,08                          | 0,35                          | 1,520                                     | 0,696                                     | 2,215                                     |

Malgré un démarrage modeste lors de son lancement, Mare of Easttown a vu ses audiences augmenter au fil des semaines, que ce soit le jour de sa diffusion ou en différé. Le septième et dernier épisode, Sacrament, connaît un succès d'audience avec plus de 4 millions de téléspectateurs durant le week-end de sa diffusion, que ce soit en linéaire sur la chaîne HBO ou sur le service de streaming du diffuseur, HBO Max. Selon la chaîne, le finale de la mini-série est l'épisode de série originale le plus vu dans les 24 heures après son lancement,. Jusqu'à la mi-décembre 2021, Mare of Easttown a été vu en moyenne par 13 millions de téléspectateurs par épisode sur toutes les plateformes de HBO.

#### En France
| Épisode | Diffusion          | Diffusion     | Audience moyenne          | Audience moyenne                       | Audience moyenne         | Audience moyenne | Réf.   |
| Épisode | Jour               | Horaire       | Nombre de téléspectateurs | Part de marché (sur les 4 ans et plus) | Part de marché (FRDA-50) | Classement       | Réf.   |
| ------- | ------------------ | ------------- | ------------------------- | -------------------------------------- | ------------------------ | ---------------- | ------ |
| 1       | Mardi 5 mars 2024  | 21:10 - 22:10 | 1 810 000                 | 8,6 %                                  | 9,9 %                    | 4e               | [ 42 ] |
| 2       | Mardi 5 mars 2024  | 22:10 - 23:20 | 1 430 000                 | 9 %                                    | 9,9 %                    | 4e               | [ 42 ] |
| 3       | Mardi 5 mars 2024  | 23:20 - 00:30 | 982 000                   | 13,9 %                                 | NC                       | 2e               | [ 42 ] |
| 4       | Mardi 12 mars 2024 | 21:10 - 22:10 | 997 000                   | 4,8 %                                  | 7,1 %                    | 4e               | ,      |
| 5       | Mardi 12 mars 2024 | 22:10 - 23:15 | 858 000                   | 5,4 %                                  | 7,1 %                    | 4e               | ,      |
| 6       | Mardi 12 mars 2024 | 23:15 - 00:25 | 556 000                   | 7,8 %                                  | NC                       | NC               | ,      |
| 7       | Mardi 12 mars 2024 | 00:25 - 01:50 | 416 000                   | 14,2 %                                 | NC                       | NC               | ,      |

- Les plus hauts chiffres d'audience
- Les plus bas chiffres d'audience

En France, la mini-série est diffusée pour la première fois en clair le mardi vers 21 h 10 sur M6 les 5 et 12 mars 2024, après une diffusion sur OCS et sur Canal+. Le lancement est en demi-teinte, puisqu'elle se hisse à la quatrième place des meilleures audiences de la soirée avec 1,62 million de téléspectateurs en moyenne pour les deux premiers épisodes, soit une part de marché de 8,8 % pour les quatre ans et plus et 9,9 % pour les FRDA-50. Le troisième épisode, diffusé à la suite en deuxième partie de soirée, se classe à la deuxième place des audiences avec plus de 982 000 téléspectateurs et 13,9 % de part de marché. Sur toute la soirée, les trois épisodes ont réuni 1,39 million de téléspectateurs entre 21 h 15 et 0 h 29, soit 10,6 % de part d'audience auprès de l'ensemble du public. Malgré un score correct face à la concurrence, cela n'a pas permis à M6 de faire une bonne part de marché sur la cible commerciale. La semaine suivante, la série voit ses audiences s'effondrer, avec 928 000 téléspectateurs pour les deux premiers épisodes de la soirée, soit 5,1 % du public âgé de quatre ans et plus et 7,1 % sur la cible des FRDA-50.

### Réception critique

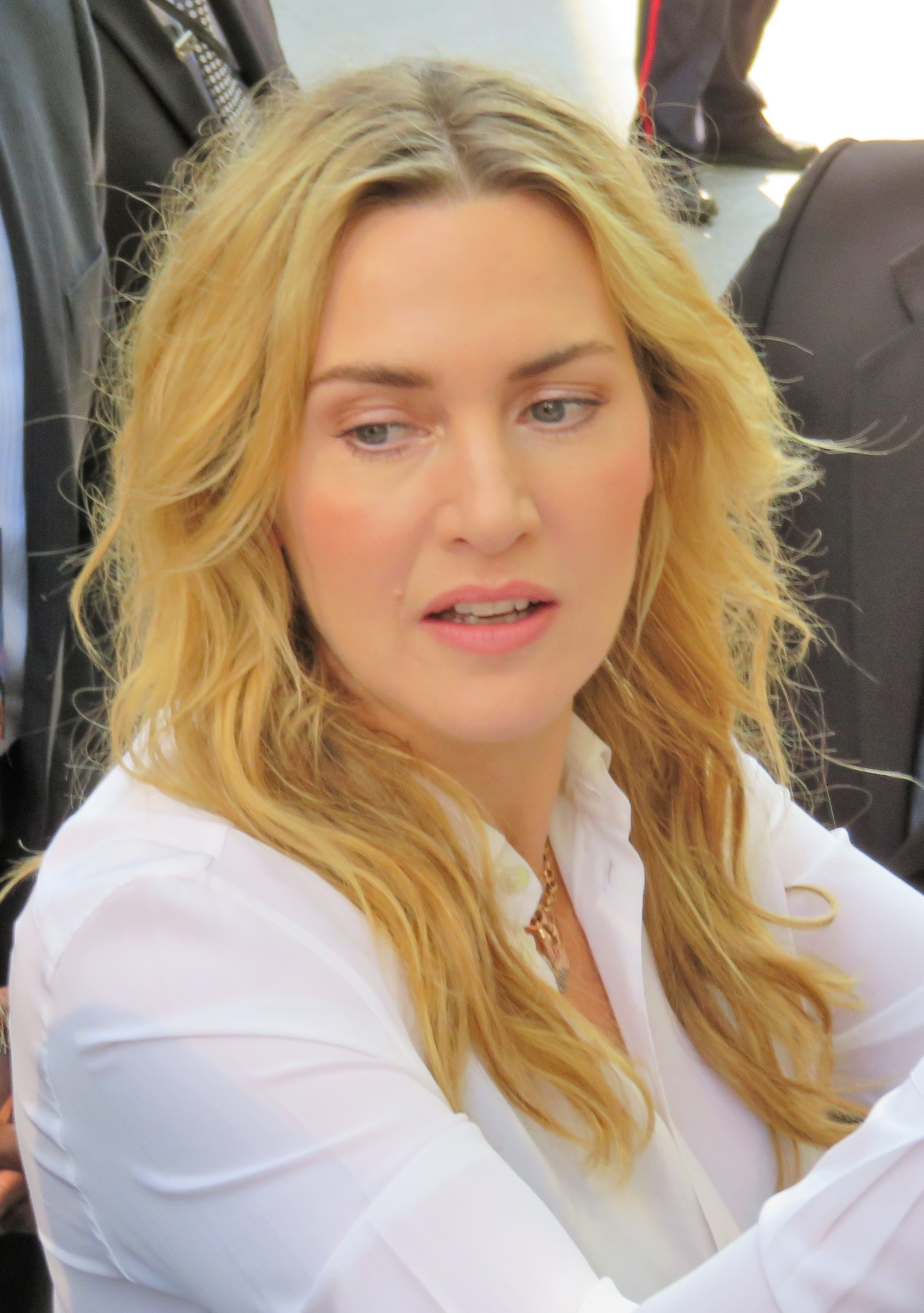
La prestation de Kate Winslet dans la mini-série a été largement acclamée par la critique.

La série est acclamée par la critique. Sur le site d'agrégateur de critiques Rotten Tomatoes, elle a un taux d'approbation de 95% basé sur 132 avis, avec une note moyenne de 8,1/10. Sur le site Metacritic, la série a un score pondéré de 81 sur 100 basé sur des critiques de 42 critiques, indiquant la mention « acclamation universelle ».
Winslet a reçu des éloges universels pour sa performance de la part des critiques, y compris Lucy Mangan de The Guardian, qui écrit « Si vous pouvez avoir une performance déterminante si tard dans une carrière, c'est sûrement celle de Winslet. Elle est absolument merveilleuse ». Alex Abad-Santos de Vox décrit la performance de Winslet comme « hypnotisante », ajoutant qu'« elle nous permet de voir la laideur dont Mare est capable et à quel point elle peut être obsessionnelle, peut-être même abusive, lorsqu'elle est menacée ».
Dorothy Rabinowitz du Wall Street Journal a noté que la « domination éloquente du rôle par Winslet est évidente dès le départ ». Ben Travers de IndieWire note que « la performance immergée de Winslet pourrait porter à elle seule une œuvre bien moindre », tout en ajoutant que son dialecte est-américain est « convaincant et son travail physique est sans faille ». Richard Roeper du Chicago Sun-Times a déclaré que « Winslet s'ajoute à une longue liste de magnifiques performances qui disparaissent dans le personnage… l'une des performances les plus résonnantes de sa carrière ». Caryn James de la BBC écrit que « Winslet fait un retour peu glamour à la télévision… et son héroïne féroce et ordinaire est glorieusement réelle ».
Inkoo Kang du Hollywood Reporter lui a donné une critique plutôt positive, la décrivant comme « inégale, mais magistralement pleine de suspense ». Le New York Times était dédaigneux, le critique de télévision Mike Hale écrivant dans sa critique « Un certain style dans la direction ou un sentiment honnête dans le scénario aurait pu atténuer la tristesse, mais 'Mare' n'offre pas grand-chose au-delà de la cinématographie polie de Ben Richardson ». Le twist final dans le septième et dernier épisode a reçu des accueils mitigés auprès de divers critique. Pour Joshua Alston du AV Club, « bien que [l'épisode final] soit une conclusion triomphale de l'arc émotionnel de Mare, en tant que conclusion d'un mystère, c'est un sac mélangé […] le tout semble arbitraire et déroutant et manque de logique émotionnelle ce spectacle est normalement si bon ». Dans Decider, Sean T. Collins était d'accord mais a loué les performances des acteurs principaux, en écrivant: « La résolution du mystère est un peu des coups de théâtres et des falsifications pour des torsions et des coups de théâtre. Mais chaque nouvelle révélation est venue avec une charge utile émotionnellement dévastatrice pour les personnages, avec Winslet et Nicholson en particulier faisant leur meilleur travail de la série ».
Les critiques et les téléspectateurs ont également félicité la série et Winslet pour avoir reproduit de manière convaincante l'une des variétés de l'accent régional de Philadelphie , une bizarrerie dans les médias grand public. L'accent spécifique est connu sous le nom d'« accent Delco », d'après le comté de Delaware à l'ouest de Philadelphie. Les accents des personnages, ainsi que leur penchant pour la station-service Wawa ont été parodiés dans un sketch du Saturday Night Live en mai 2021.

### Distinctions

#### Récompenses
- Gold Derby Awards 2021 : 
  - meilleure actrice pour une mini-série ou un téléfilm pour Kate Winslet
  - meilleur acteur dans un second rôle pour une mini-série ou un téléfilm pour Evan Peters
- Primetime Emmy Awards 2021 :
  - meilleure actrice pour une mini-série ou un téléfilm pour Kate Winslet
  - meilleure actrice dans un second rôle pour une mini-série ou un téléfilm pour Julianne Nicholson
  - meilleur acteur dans un second rôle pour une mini-série ou un téléfilm pour Evan Peters
- Golden Globes 2022 :
  - meilleure actrice dans une mini-série ou un téléfilm pour Kate Winslet
- SAG Awards 2022 :
  - meilleure actrice dans une mini-série ou un téléfilm pour Kate Winslet

#### Nominations
- Dorian Awards 2021 : 
  - meilleure mini-série
  - meilleure performance pour une actrice à la télévision pour Kate Winslet
  - meilleure performance pour une actrice dans un second rôle à la télévision pour Jean Smart et Julianne Nicholson
- Primetime Emmy Awards 2021[61] :
  - meilleure mini-série ou téléfilm
  - meilleure actrice dans un second rôle pour une mini-série ou un téléfilm pour Jean Smart
  - meilleure réalisation pour une mini-série ou un téléfilm pour Craig Zobel
  - meilleur scénario pour une mini-série ou un téléfilm pour Brad Inglesby
- Gold Derby Awards 2021 : 
  - meilleure mini-série
  - meilleure actrice dans un second rôle pour une mini-série ou un téléfilm pour Julianne Nicholson et Jean Smart
  - meilleur acteur dans un second rôle pour une mini-série ou un téléfilm pour Evan Peters
  - meilleure distribution d'ensemble de l'année
- Golden Globes 2022[62] :
  - meilleure mini-série ou du meilleur téléfilm
- SAG Awards 2022 :
  - meilleure actrice dans une mini-série ou un téléfilm pour Jean Smart
  - meilleur acteur dans une mini-série ou un téléfilm pour Evan Peters
  - meilleure équipe de cascadeurs dans une série télévisée